# Národní obec fašistická
Národní obec fašistická (NOF) byla česká fašistická politická strana, která působila v období 1. republiky, 2. republiky a Protektorátu Čechy a Morava.
Národní obec fašistická byla založena v roce 1926. V jejím čele stanul bývalý představitel Československých legií v Rusku, účastník bitvy u Zborova a bývalý náčelník československého generálního štábu Radola Gajda, který ve funkci vůdce strany zůstal až do připojení k Národnímu souručenství.

## Historie

### První republika
Strana nikdy nedosáhla významného politického vlivu, v parlamentních volbách v roce 1929 kandidovala jako součást Ligy proti vázaným kandidátním listinám, která získala tři poslanecké a jeden senátorský mandát. Ve volbách v roce 1935 kandidovala NOF samostatně a získala šest poslaneckých mandátů (167 433 hlasů). Silnou pozici měla v jižních Čechách, na Strakonicku a v Pošumaví, kde Radola Gajda často pobýval.
Národní obec fašistická se inspirovala italským fašismem, který přizpůsobovala českým podmínkám. To se projevovalo na jejím pohledu na zahraniční i tuzemskou politiku, genderové role a politický styl. Požadovala silný národní stát založený na korporativním principu, vystupovala též výrazně protiněmecky a protižidovsky. V roce 1935 se stavěla proti volbě Edvarda Beneše prezidentem republiky a v době Mnichovské krize vystupovala za obranu republiky proti nacistickému Německu.

### Druhá republika
V době druhé republiky se NOF stala 20. listopadu 1938 součástí Strany národní jednoty, ale stále si zachovávala svou organizační strukturu. K zániku došlo v roce 1939 sloučením do Národního souručenství. Gajda se stáhl do ústraní na svůj statek na Strakonicku a finančně podporoval emigraci českých vojáků do Polska. Někdejší významný funkcionář NOF Zdeněk Zástěra se zapojil přímo do protiněmeckého odboje, což ho stálo život, když v roce 1942 zemřel v koncentračním táboře. V době Protektorátu Čechy a Morava vznikla z některých členů kolaborantská organizace téhož jména, která však nehrála významnější roli a byla v roce 1943 nacisty zakázána na popud ministra Emanuela Moravce.
Po druhé světové válce nebyla a nesměla být Národní obec fašistická obnovena.

## Volební výsledky

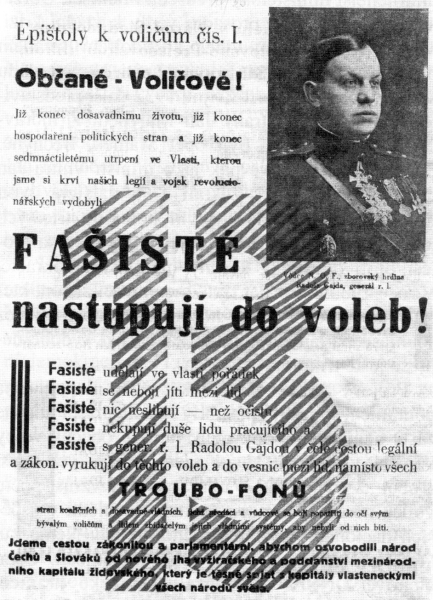
Volební leták Národní obce fašistické

### Volby do poslanecké sněmovny
| Volby | Počet hlasů | Hlasy v % | Počet mandátů |
| ----- | ----------- | --------- | ------------- |
| 19291 | 70 875      | 0,9 %     | 3 mandáty     |
| 1935  | 167 433     | 2,04 %    | 6 mandátů     |

Předseda strany československý generál Radola Gajda, portrét Sándor Bortnyik

1 NOF vytvořilo spolu s Radikální stranou – slovanskými socialisty (později Národní liga, uskupení kolem Jiřího Stříbrného) a několika dalšími malými uskupeními (Svaz nájemníků, Strana domkářů, malorolníků a hospodářských jednot, Družina válečných poškozenců, Jednota československého domova, Odborové sdružení hudebníků) volební koalici pod názvem „Liga proti vázaným kandidátním listinám“.

### Volby do zemských sněmů v roce 1935[8]
| Volby            | Počet hlasů | Hlasy v % | Počet mandátů |
| ---------------- | ----------- | --------- | ------------- |
| Čechy            | 68 480      | ?         | 1 mandát      |
| Morava a Slezsko | 33 070      | ?         | 0 mandátů     |
| Slovensko        | 26 461      | ?         | 0 mandátů     |

## Znaky

Znaky používané NOF